# John Holmstrom

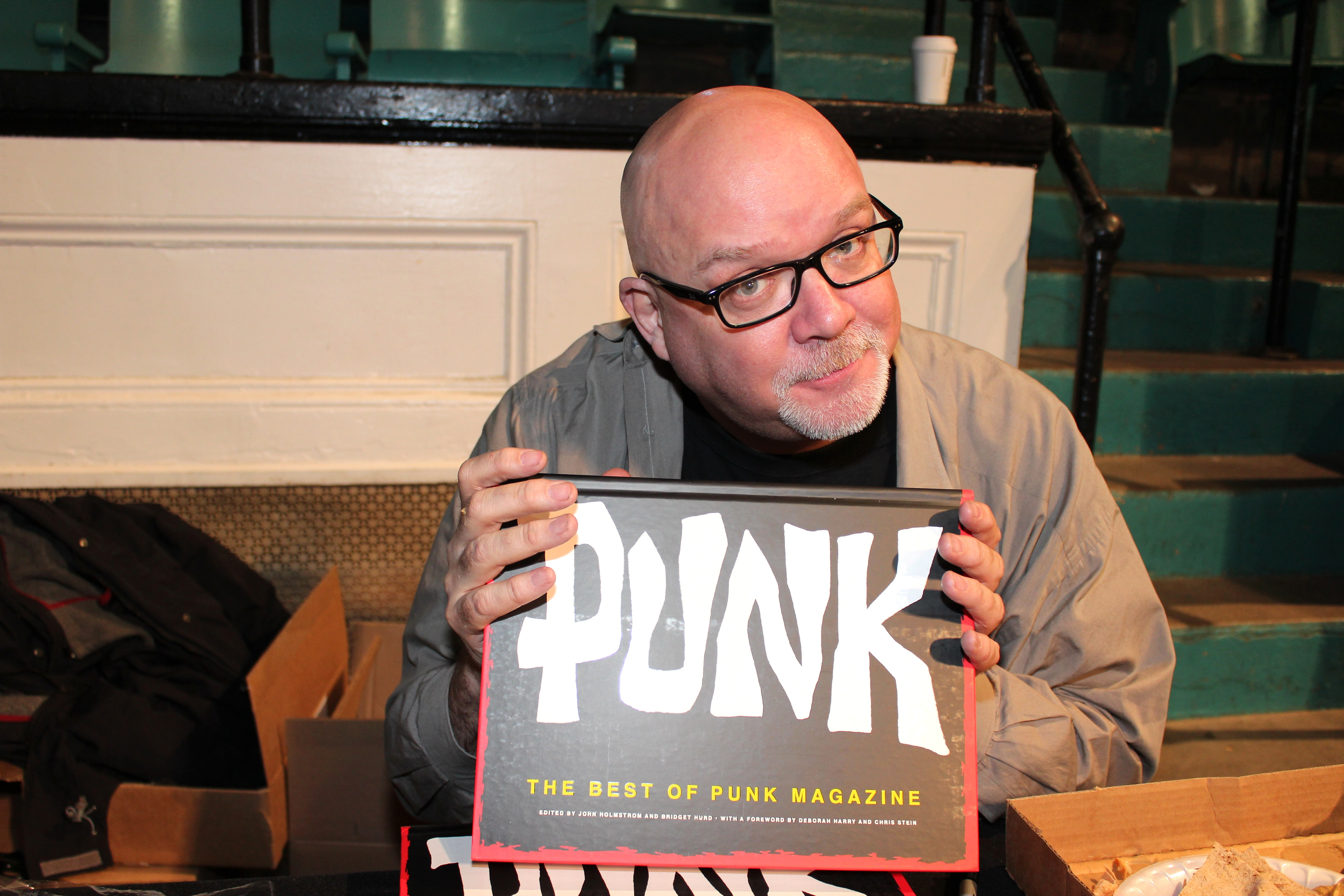
John Holmstrom, em Asbury Park Comicon, 2013.

John Holmstrom é um cartunista e escritor underground, bastante conhecido por ilustrar a capa de dois grandes álbuns dos Ramones, o Rocket to Russia e Road to Ruin. Foi famoso também por criar os personagens Bosko and Joe (publicados de 1975-1984 na Bananas Magazine, uma revista escolar). Aos 21 anos, por ser também o co-fundador da Punk Magazine, os trabalhos de Holmstrom ficaram conhecidos em toda a era Punk. Após a Punk encerrar as suas atividades em 1979, ele trabalhou para diversas publicações.